# Задубіння
Задубіння (біл. вёска Задубенье) — село в складі Мядельського району Мінської області, Білорусь. Село підпорядковане Кривицькій селищній раді, розташоване в північній частині області.

## Історія
З 1688 р. селом з млином-вешняком володіла родина Журманів. Гетьман Іван Мазепа 31 березня 1688 р. видає відповідний Універсал «до ласки нашої» про передачу села обозному Стародубського полку Дмитру Андрійовичу Журману (? - 1714). 
В 1714-1718 рр. за село судяться онук першого власника Журман Василь Матвійович та дідова дружина Марія Дячиха із своїм другим чоловіком Германом Синякою. В 1718-1729 рр. воно належало Василю Матвійовичу. А потім до 1783 року - його сину Генеральному судді (1756-1781) Іллі Журману (бл. 1720 - 1783).
З 1793 після другого розділу Речі Посполитої Задубіння, як і вся Вілейщина, входила до складу Російської імперії, був утворений Вілейський повіт у складі спочатку Мінської губернії, а з 1843 - Віленської губернії.
У 1921–1945 роках фільварок знаходилось у Польщі, у Вільнюськім воєводстві, Вілейського повіту, у гміні Крывічы.

## Населення
- 1866 рік — 141 людини, 13 будинків[3]
- 1921 рік — 247 людини, 46 будинків[4]
- 1931 рік — 331 людини, 64 будинків[5].